# Lucky Strike (Belize)
Lucky Strike ist ein Ort im Belize District in Belize.

## Geographie
Lucky Strike liegt etwa 4 km westlich der Midwinters Lagoon und etwa 49 km nördlich von Belize City am Old Northern Highway.
Im Umkreis liegen die Orte Santana (N), Cowhead Creek (S), sowie Rock Stone Pond mit den Maya-Ruinen Altun Ha.
Das Umland ist durchsetzt mit zahlreichen Cenotes.

## Klima
Das Klima ist tropisch heiß.